# Auto Straßenverkehr
Auto Straßenverkehr est un magazine qui traite de sujets liés à l'automobile, à la technologie et aux transports. Jusqu'en 1990, il était publié en République démocratique allemande sous le titre Der deutsche Straßenverkehr.

## Rédaction
Auto Straßenverkehr fait partie du groupe Motor Presse Stuttgart.
Le siège de la rédaction est à Berlin de 1953 à 2009. Le magazine est fondé à l'origine à Berlin-Est sous le nom de Der deutsche Straßenverkehr. Le titre paraît mensuellement et traite de l'industrie automobile montante en RDA et du désir de mobilité individuelle. En plus des rapports de conduite sur les voitures de RDA et d'autres pays, il y a des recommandations de voyage, des instructions de réparation et des rapports sur la sécurité routière et le code de la route.
Le magazine atteint un grand tirage et est distribué principalement via un abonnement postal. Après la chute du communisme en 1990, la première coentreprise de magazines de l'Allemagne unie a lieu entre la maison d'édition Transpress en RDA et Motor Presse Stuttgart, avec la création de la nouvelle maison d'édition T&M-Verlag. Der deutsche Straßenverkehr devient Auto Straßenverkehr. Sous le nouveau nom, le magazine prend immédiatement la tête du marché parmi les magazines d'essais automobiles dans les nouveaux Länder. Plus tard, le nom est changé en Auto Straßenverkehr.
Oskar Weber prend ses fonctions de rédacteur en chef en juillet 1990 et transforme Auto Straßenverkehr en une publication bimensuelle. Son adjoint, Jörg Reichle, prend ses fonctions de rédacteur en chef en 1995 et dirige le journal jusqu'en 2001. Roland Korioth est rédacteur en chef de 2001 à 2009, initialement secondé par Klaus Uckrow et depuis 2006 par Frank B. Meyer. En 2005, le numéro mensuel 4Wheel Fun était la deuxième publication du groupe.
En juillet 2009, toute l'équipe éditoriale d’Auto Straßenverkehr (21 employés permanents et autant de collaborateurs) est licenciée. La rédaction de Berlin est fermée. Au siège de Motor Presse à Stuttgart, l'équipe éditoriale locale produit désormais les titres Auto motor und sport, Auto Straßenverkehr, sport auto et Motor Klassik. Jens Katemann, qui dirigeait auparavant le département « Magazine & Service » chez Auto motor und sport, devient le nouveau rédacteur en chef.